# Wolfgang Joecks
Wolfgang Joecks (* 20. Juni 1953 in Rendsburg; † 9. August 2016) war ein deutscher Strafrechtler mit Schwerpunkt Wirtschafts- und Steuerstrafrecht und Politiker (SPD). Er war Lehrstuhlinhaber an der Ernst-Moritz-Arndt-Universität Greifswald.

## Leben
Joecks studierte von 1974 bis 1978 Rechtswissenschaft in Kiel und wurde dort 1981 zum Dr. jur. promoviert. Von 1974 bis 1984 war er zudem Wissenschaftlicher Assistent am Institut für Umweltschutz-, Wirtschafts- und Steuerstrafrecht der Christian-Albrechts-Universität zu Kiel bei Erich Samson. Zwischen 1985 und 1988 folgten eine Verwaltungstätigkeit im Finanzministerium Kiel und im Bundesfinanzministerium Bonn. Danach war Joecks von 1989 bis 1992 als Rechtsanwalt und Fachanwalt für Steuerrecht in Frankfurt am Main tätig, bevor er 1992 Lehrstuhlinhaber in Greifswald wurde. Von 1997 bis 1998 war er Prodekan der Rechts- und Staatswissenschaftlichen Fakultät, im direkten Anschluss bis 1999 Dekan der Fakultät. Von 2006 bis 2008 sowie erneut seit 2013 war er Prorektor für Lehre, Studium und Weiterbildung. Seit Januar 2008 war er zudem Richter am Landesverfassungsgericht Mecklenburg-Vorpommerns.
Am 7. Juni 2009 wurde er für die SPD in die Bürgerschaft der Hansestadt Greifswald gewählt und war seit 2014 auch stellvertretender Bürgerschaftspräsident in Greifswald.
Wolfgang Joecks starb am 9. August 2016 im Alter von 63 Jahren.

## Werke (Auswahl)
Joecks war Mitherausgeber der wistra – Zeitschrift für Wirtschafts- und Steuerstrafrecht.
- Zur Vermögensverfügung beim Betrug (= Schriften zum gesamten Wirtschaftsstrafrecht. Band 1). Dissertation. Deubner, Köln 1982, ISBN 3-921379-92-X.
- Praxis des Steuerstrafrechts. Springer, Berlin u. a. 1998, ISBN 3-540-63083-X.
- Steuerstrafrecht. Alpmann und Schmidt, Münster 2003, ISBN 3-89476-673-5.
- Strafgesetzbuch: Studienkommentar. 11. Auflage. C.H. Beck, München 2014, ISBN 978-3-406-67338-2.
- Strafprozessordnung: Studienkommentar. 2. Auflage. C.H. Beck, München 2008, ISBN 978-3-406-58023-9.
- mit Bert Kaminski (Hrsg.): Essen lockt – Was Professoren anrichten. Rezepte aus der Küche Greifswalder Professoren. 550 Jahre Universität Greifswald. Kochbuch. EMAUS,[3] Greifswald 2006, ISBN 3-86006-271-9.